# University of Houston System

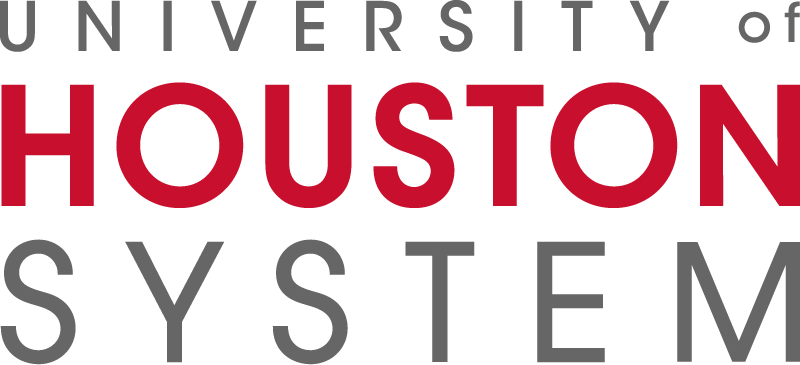
Logo der Universität von Houston System

Das University of Houston System ist ein Verbund staatlicher Universitäten im US-Bundesstaat Texas. Mit insgesamt 73.532 Studenten (Stand 2023) ist es der viertgrößte Hochschulverbund in Texas.

## Standorte
Angegeben ist die Zahl der Studierenden im Herbst 2022:
- University of Houston in Houston – größter Standort mit 46.700 Studenten, davon 37.943 vor dem ersten Abschluss[2], 1927 gegründet[3]
- University of Houston-Downtown – 14.208 Studenten, davon 12.856 vor dem ersten Abschluss[4], 1974 gegründet[5]
- University of Houston-Clear Lake in Pasadena (Texas) – 8.562 Studenten, davon 6.352 vor dem ersten Abschluss[6], 1974 gegründet
- University of Houston-Victoria in Victoria – 4.057 Studenten, davon 2.845 vor dem ersten Abschluss[7], 1973 gegründet[8]
  - Am 1. September 2025 wird die UHV als Texas A&M University–Victoria in das Texas A&M University System überführt.[9]

Weitere Institutionen:
- University of Houston at Katy, ein Campus der University of Houston in Katy (Texas).
- University of Houston at Sugar Land, ein Campus der University of Houston in Sugar Land. Bis 2012 trug die Hochschule den Namen University of Houston System at Sugar Land.[10]

## Stiftungsvermögen
Der Wert des Stiftungsvermögens des Universitätsverbandes lag 2022 bei 1,00 Mrd. US-Dollar und damit 24,1 % niedriger als im Jahr 2021, in dem er 1,32 Mrd. US-Dollar betragen hatte. 2020 waren es 1,01 Mrd. US-Dollar gewesen.